# Маунт-Кук
Эта статья о национальном парке Новой Зеландии. О национальном парке Австралии см. Маунт-Кук (национальный парк, Австралия).
Национальный парк Маунт-Кук (англ. Mount Cook National Park) — один из национальных парков Новой Зеландии, расположенный недалеко от города Твайзел. Территория была объявлена национальным парком в октябре 1953 года.

## География
Площадь парка — чуть более 700 км². Около 40 % этой территории занимают ледники, в том числе ледник Тасмана на склоне горы Кука. Из 20 гор Новой Зеландии, высота которых превышает 3000 м, только Аспайринг лежит вне территории парка.
В 1980-х годах тающий ледник Тасмана образовал одноимённое озеро, интересное тем, что его северная часть значительно выше южной, длина, ширина и глубина непостоянны, а в его воды регулярно обрушиваются огромные глыбы льда.
Парк является частью района Те-Вахипунаму, включённого в список Всемирного наследия за выдающуюся природную ценность.

## Флора и фауна
Большая часть парка лежит выше линии деревьев, поэтому растительная жизнь преимущественно представлена альпийскими видами растений (в их числе лилия Маунт Кук (Ranunculus lyallii) — крупнейший лютик в мире).
Фауна представлена такими видами птиц, как кеа и коньки. Также водятся интродуцированные серны, гималайские тары и олени, на которых можно охотиться.

## Туризм и отдых
В парке популярны Трэмпинг, лыжный спорт, охота и альпинизм. Департамент охраны природы руководит деятельностью парка.